# Euodice malabarica
Il becco di piombo (Euodice malabarica (Linnaeus, 1758)) è un uccello passeriforme appartenente alla famiglia Estrildidae.

## Etimologia
Il nome scientifico della specie venne scelto in riferimento al suo areale, vale a dire prevalentemente l'India, ai tempi identificata nell'immaginario collettivo con la costa del Malabar, dove avvenivano più frequentemente i rapporti fra occidentali ed indiani.

## Descrizione

### Aspetto

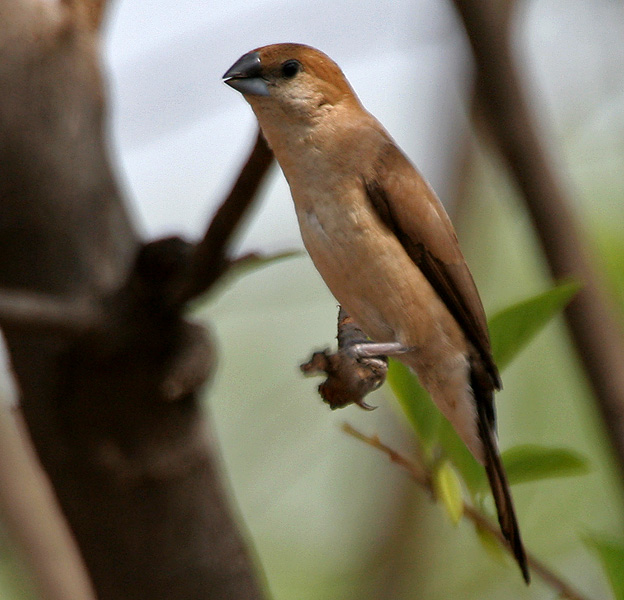
Un becco di piombo in posizione di allerta nei pressi di Hyderabad.

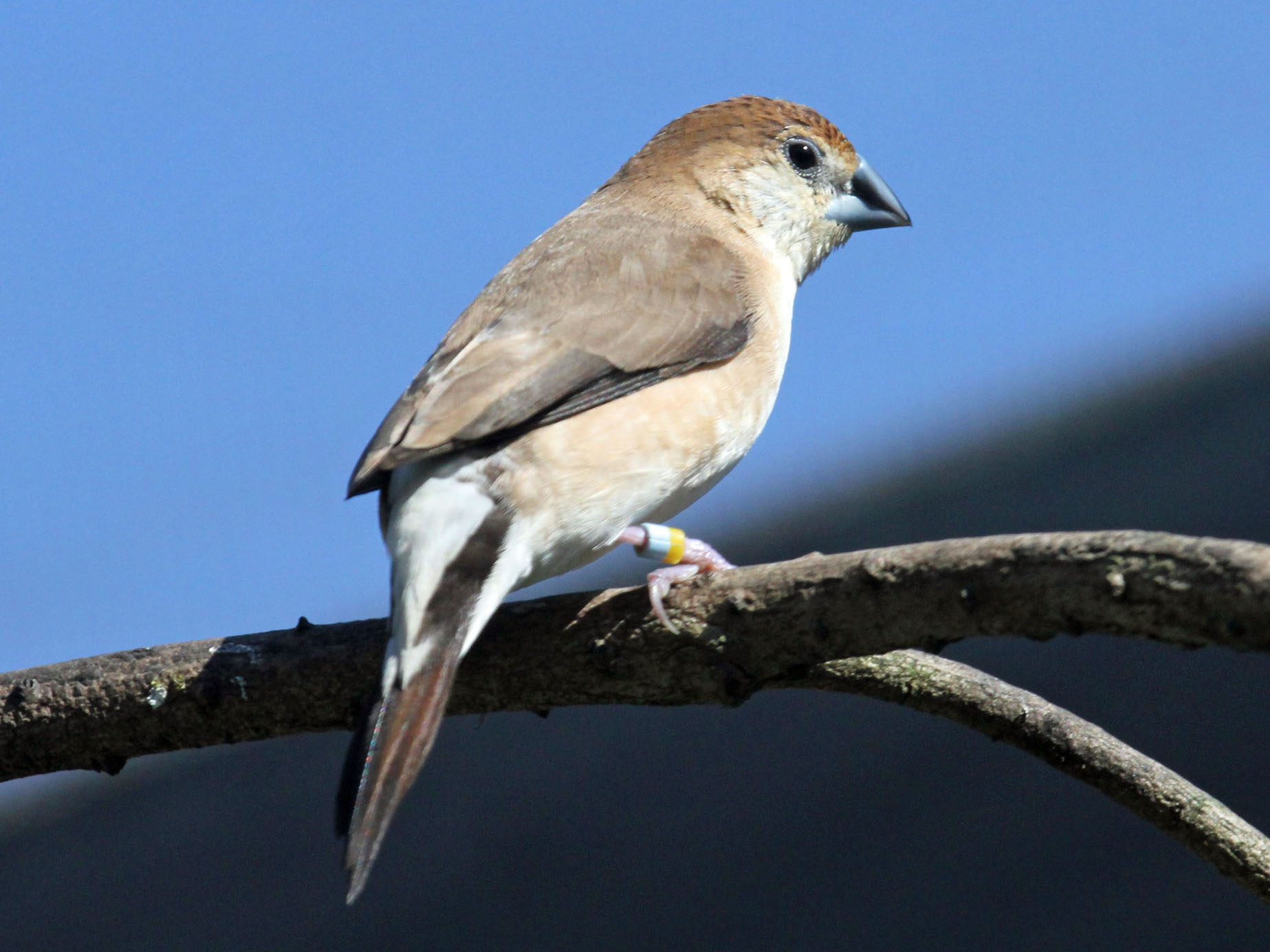
Un becco di piombo su un ramo lascia ben osservare il codione bianco.

L'aspetto è slanciato, con becco grosso e tozzo e coda lunga fino a un terzo della lunghezza totale, dal caratteristico aspetto cuneiforme.

La colorazione è bruno-grigiastra su testa, dorso, fianchi e ali, con tendenza a scurirsi sulle remiganti e sulle timoniere fino a divenire bruno scuro: la gola, il petto ed il ventre sono grigio-biancastri, mentre il codione è bianco candido, praticamente l'unica differenza morfologica rispetto al becco d'argento (nel quale il codione si presenta nero). Il becco (come intuibile dal nome comune, è di colore grigio argenteo.
In cattività sono state selezionate alcune mutazioni di colore, generalmente traslate dal becco d'argento attraverso l'ibridazione, sebbene alcune (come la mutazione ino) abbiano seguito il percorso inverso, venendo selezionate nel becco di piombo e poi traslate su becco d'argento:
- Bruno o feomelanico, con assenza di formazione di eumelanina, dove quindi il nero è assente ed al suo posto (su ali e coda) si ha colorazione bruna;
- Ino o bianca, dove non c'è formazione di melanine (albinismo) e pertanto l'esemplare mutante si presenta completamente bianco e con occhi rossi;
- Opale, dove la melanizzazione è alterata in modo tale che le aree nere divengano grigie e quelle brune rimangano più chiare, con tendenza a scurirsi solo sul lato inferiore di ciascuna piuma;
- Pastello, dove la colorazione è più chiara rispetto alla forma ancestrale, spesso con macchie melaniche, grigiastre o bruno-rossicce più o meno estese nel piumaggio;
- Ventre scuro, caratterizzata dalla melanizzazione delle aree non pigmentate del corpo, che di conseguenza mostra ventre di colore bruno scuro, con estensione di questa colorazione maggiore nel maschio rispetto alla femmina (nella forma ancestrale invece non è presente dimorfismo sessuale);

### Dimensioni
Il becco di piombo misura fra i 10,5 e gli 11,5 cm, compresa la coda.

## Biologia

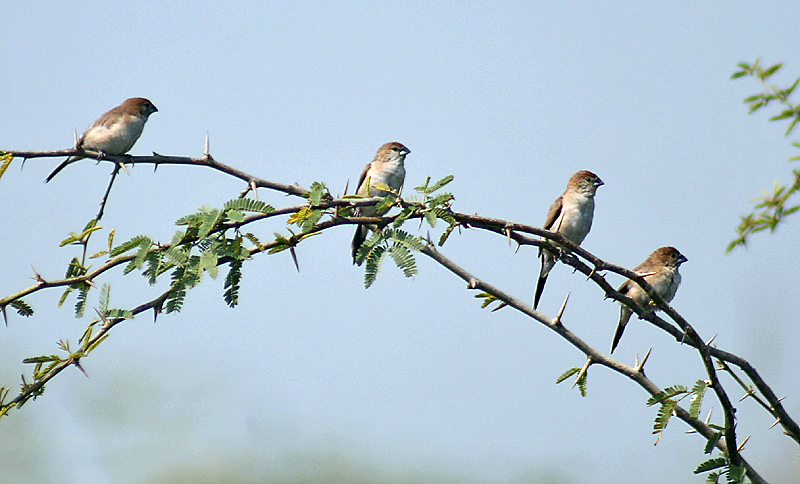
Gruppetto di becchi di piombo in Haryana: questi uccelli tendono a riunirsi in piccoli stormi.

Si tratta di uccelli diurni e tendenzialmente gregari, che possono riunirsi in piccoli stormi anche di 60 o più individui: passano la maggior parte della giornata al suolo o fra gli steli d'erba, alla ricerca di cibo, tenendosi in contatto col proprio partner e col resto dello stormo con sporadici cinguettii. Durante la notte, i becchi di piombo tendono a riunirsi in coppie nei vecchi nidi non più utilizzati.
Il becco di piombo viene parassitato da numerose specie di protozoi, alcune delle quali legate specificamente a questa specie.

### Alimentazione

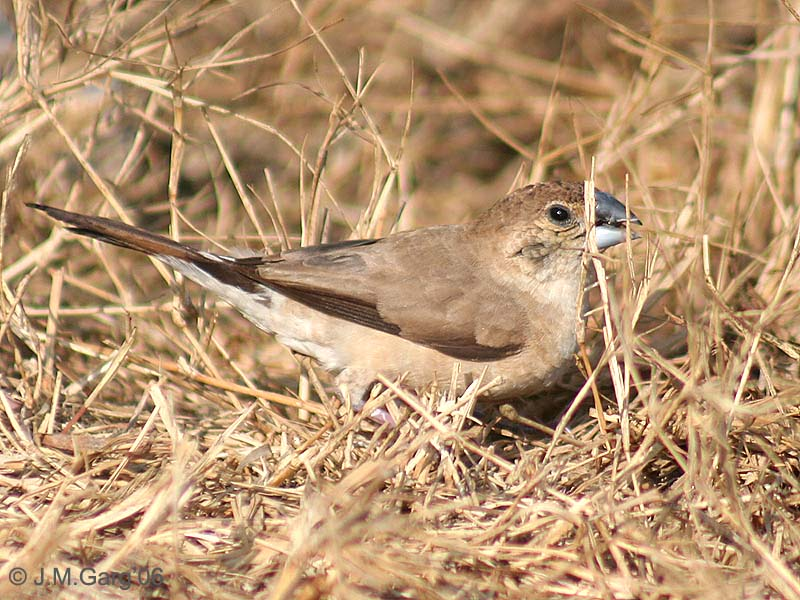
Un becco di piombo si nutre di un seme al suolo in Haryana.

Si tratta di uccelli essenzialmente granivori, che grazie al forte becco riescono a spezzare gli involucri esterni di molte varietà di piccoli semi, nutrendosi poi della parte interna. Molto raramente, poi, integrano la propria dieta con piccoli insetti volanti, e sono inoltre stati osservati esemplari di questa specie mentre si nutrivano suggendo il nettare da alberi di Erythrina.

### Riproduzione
La stagione riproduttiva varia a seconda della porzione di areale presa in considerazione: ad esempio, i becchi di piombo nepalesi nidificano alla fine dell'estate, mentre quelli dello Sri Lanka tendono a cominciare la costruzione del nido durante l'inverno.

Il maschio corteggia la femmina tenendo nel becco uno stelo d'erba o una pagliuzza e saltellandole intorno cantando continuamente ed arruffando le penne, fino a quando essa segnala la propria disponibilità all'accoppiamento accovacciandosi e spostando la coda di lato.

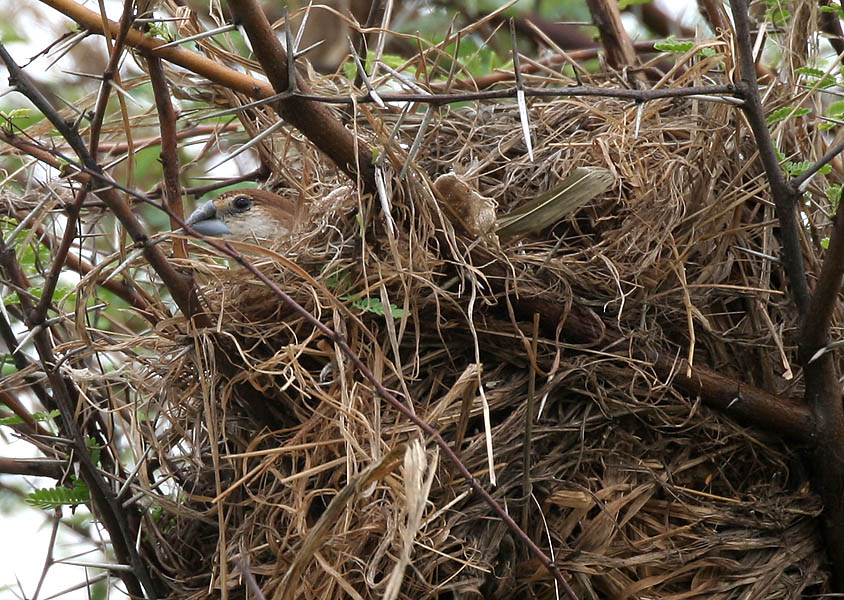
Un becco di piombo nel proprio nido in Andhra Pradesh.

Il nido viene costruito da entrambi i partner, col maschio che s'incarica di trovare il materiale (radichette, steli e foglie d'erba, penne, materiale fibroso) e la femmina che provvede ad intrecciarlo a formare una struttura sferica di una ventina di centimetri di diametro. Il nido viene ubicato nel folto dei cespugli od alla biforcazione di un ramo, con preferenza verso le piante di acacia: a volte capita che i becchi di piombo costruiscano il proprio nido immediatamente al di sotto di un nido di grossi rapaci o ciconiiformi, mentre alcuni di questi uccelli sono stati osservati utilizzare per la nidificazione dei vecchi nidi abbandonati di tessitore (in particolare del tessitore di Baya), a volte deponendo le proprie uova nel nido già occupato da questa specie mentre i genitori sono assenti.
All'interno del nido vengono deposte 4-8 uova biancastre, che vengono covate da ambedue i genitori (che si alternano nella cova durante il giorno, mentre durante la notte dormono ambedue all'interno del nido) fino alla schiusa, che avviene a circa 11 giorni dalla deposizione. I nidiacei, che alla schiusa sono ciechi ed implumi, vengono accuditi da ambedue i genitori ed a volte anche da altri uccelli estranei alla coppia, sebbene non sia ancora chiaro se più coppie di questi uccelli depongano assieme oppure si tratti di semplici balie: essi possono involarsi attorno al ventesimo giorno di vita, tuttavia tendono a rimanere nei pressi del nido, continuando a tornarvi per dormire durante la notte e a venir imbeccati dai genitori fino a circa 40 giorni dalla schiusa.

## Distribuzione e habitat

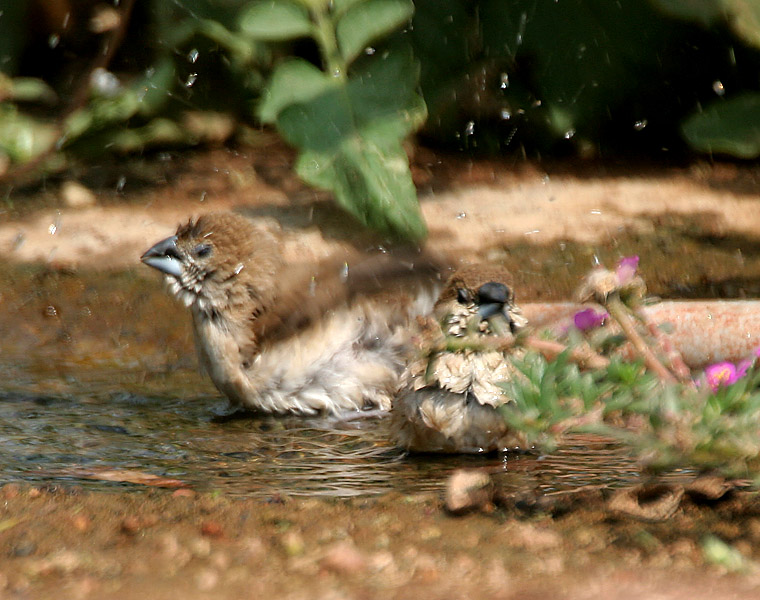
Due becchi di piombo al bagno nell'Andhra Pradesh.

L'areale originario del becco di piombo comprende una vasta area del subcontinente indiano che va dal Pakistan meridionale ad est fino al Bangladesh sud-occidentale (zona dei Sundarbans), attraverso tutta l'India centrale e meridionale, oltre che la porzione settentrionale ed orientale dello Sri Lanka. La specie è stata inoltre introdotta, accidentalmente o volontariamente in numerose aree limitrofe, fra cui il Nepal, buona parte del Medio Oriente (Iran, Arabia Saudita, Qatar, Oman, Kuwait, Giordania e Israele), oltre che in altri posti come gli Stati Uniti, Porto Rico, Nizza e le Isole Vergini (dove forse la popolazione introdotta si è estinta).
Questo uccello è un abitatore delle aree aperte e secche, come savane, praterie e campi coltivati, anche nei pressi dei villaggi. Nonostante preferisca le aree pianeggianti a bassa altitudine, in alcune regioni pedemontane del proprio areale (come alle falde dell'Himalaya) è possibile osservarne esemplari isolati fino ad oltre 1200 m di quota. Sebbene tenda ad essere sedentaria, specialmente nelle aree circostanti fonti d'acqua dolce, questa specie non esita a compiere spostamenti anche di una certa entità nei periodi di particolare scarsità di cibo e acqua.

## Tassonomia
Classificato per la prima volta da Linneo nel suo Systema Naturae col nome di Loxia malabarica (sottintendendone quindi una parentela col crociere nostrano), il becco di piombo è stato in seguito spostato di volta in volta nei generi Uroloncha ed Aidemosyne, per poi essere riclassificato nel 1943 da Jean Delacour nel genere Lonchura, dove è storicamente rimasto in virtù della somiglianza morfologica con gli appartenente a questo genere, a volte occupando un proprio sottogenere, Euodice, assieme al congenere becco d'argento, del quale è stato anche considerato una sottospecie col nome di Euodice cantans malabarica. Alcuni autori ne hanno addirittura ipotizzata la derivazione diretta da popolazioni di becchi d'argento introdotte, accidentalmente o volontariamente, nel subcontinente indiano da mercanti ed esploratori arabi o Portoghesi e naturalizzatisi nei secoli nelle zone dove attualmente la specie è diffusa.
Attualmente, si tende a considerare questo uccello, assieme al becco d'argento, come facente parte di una specie a sé stante nell'ambito del genere Euodice, imparentato sì anche con le munie del genere Lonchura ma basale rispetto a tutti gli estrildidi africani ed asiatici.